# Diva house
Diva house ou handbag house é um subgênero da house music, que se tornou mais popular nos clubes gays durante a segunda metade da década de 1990. O Handbag house é um dos subgêneros mais populares e acessíveis da dance music eletrônica. A Enciclopédia da Cultura Contemporânea Britânica define-se o diva house como tendo "proeminentes vocais femininos, colapsos e uma proliferação de 'punhaladas' no piano".